# RR Lyrae
RR Lyrae je proměnná hvězda v souhvězdí Lyry, nacházející se poblíž západní části souhvězdí a blízko souhvězdí Labutě. Jako nejjasnější hvězda svého typu se stala eponymem pro třídu proměnných hvězd RR Lyrae a patří k objektům, které jsou podrobně studovány astronomy.

## Charakteristika
RR Lyrae je typická hvězda na vodorovné větvi hvězdného vývoje, která prošla fází červeného obra. V jejím jádru probíhá termonukleární fúze helia. Teplota hvězdy je kolem 6 125 K, přičemž hvězda pulsuje s periodou 0,567 dne (13 hodin a 36 minut). Světelná křivka této hvězdy kolísá mezi zdánlivou velikostí 7,06 a 8,12.
Tento typ proměnných hvězd vykazuje Blažkův efekt, což je periodická modulace amplitudy nebo fáze pulzací, pojmenovaná po ruském a sovětském astronomovi Sergeji Blažkovi.

## Historie
Proměnný charakter hvězdy RR Lyrae objevila v roce 1901 skotská astronomka Williamina Flemingová v rámci pozorování na Harvardově observatoři.
Přesná vzdálenost hvězdy byla určena až v roce 2002 pomocí Hubbleova vesmírného dalekohledu na hodnotu přibližně 258 parseků.

## Význam
RR Lyrae a podobné hvězdy jsou klíčové pro studium kosmických vzdáleností. Jejich pravidelný vztah mezi periodou a jasností umožňuje astronomům určovat vzdálenosti ke vzdálenějším objektům.